# Toana caustipennis
Toana caustipennis là một loài bướm đêm trong họ Noctuidae.